# Cheney Bluff
Das Cheney Bluff ist ein steiles Felsenkliff an der Hillary-Küste der antarktischen Ross Dependency. Es ragt 8 km südwestlich des Kap Murray an der Südflanke der Mündung des Carlyon-Gletschers in das Ross-Schelfeis auf.
Der United States Geological Survey kartierte das Kliff anhand eigener Tellurometervermessungen und mithilfe von Luftaufnahmen der United States Navy aus den Jahren von 1959 bis 1963. Das Advisory Committee on Antarctic Names benannte es 1965 nach Lieutenant Commander Derek John Cheney (1926–1993) von der Royal New Zealand Navy, Kommandant der Fregatte HMNZS Rotoiti bei der Operation Deep Freeze der Jahre 1963 und 1964.